# 게팅 어퀘인티드
게팅 어퀘인티드(Getting Acquainted)는 미국에서 제작된 찰리 채플린 감독의 1914년 영화이다. 찰리 채플린 등이 주연으로 출연하였고 맥 세네트 등이 제작에 참여하였다.

## 출연

### 주연
- 찰리 채플린

### 조연
- 필리스 엘렌
- 맥 스웨인
- 마벨 노맨드
- 해리 맥코이
- 에드가 케네디
- Cecile Arnold